# 愛相隨 (專輯)
《愛相隨》是香港華語歌手周華健於1995年7月7日發行的國語專輯，總共收錄十一首歌。該專輯年度銷量全亞洲突破三百萬張，光台灣地區銷售就破一百萬張。
主打歌曲為專輯同名歌曲《愛相隨》。

## 曲目列表
1. 夢到破滅再從頭【作詞：李子恆，作曲：包小柏，編曲：洪敬堯】
2. 愛相隨【作詞：劉思銘，作曲：劉志宏，編曲：劉志宏 [5]MV導演：馬宜中】
3. 天下有情人【作詞：林夕，作曲：周華健，編曲：洪敬堯，合唱：齊豫，粵語版《神話·情話》 [6]MV導演：馬宜中】
4. 痛哭的人【作詞：伍佰，作曲：伍佰，編曲：洪敬堯】
5. 舊傷新痕【作詞：李子恆，作曲：包小松，編曲：洪敬堯】
6. 我心加你心【作詞：許常德，作曲：洪敬堯，編曲：洪敬堯】
7. 世紀的秘密【作詞：林夕，作曲：桑田佳佑，編曲：洪敬堯，合唱：洪敬堯，粵語版：成龍＆葉倩文《你知不知》，OT：桑田佳佑＆Mr.Children《奇跡の地球》】
8. 女兒歌【作詞：周厚恩，作曲：周華健，編曲：擺渡人之友】
9. 若不是因為妳【作詞：劉思銘，作曲：劉志宏，編曲：洪敬堯，OT：粵語版《沿途有你》[7]MV導演:馬宜中】
10. 誰【作詞：武雄，作曲：包小柏，編曲：鮑比達】
11. 女兒歌（口哨獨奏曲）